# Val di Noto
Le Val di Noto (ou vallée de Noto) est une aire géographique dominée par les monts Hybléens située dans le sud-est de la Sicile.

## Histoire
Le 11 janvier 1693, un tremblement de terre, d'intensité de degré IX et X sur l'échelle de Mercalli et de magnitude 7,4 sur l'échelle de Richter, secoua tout le sud-est de la Sicile causant la mort de dizaines de milliers de personnes et des dégâts irrémédiables à de nombreux centres urbains de la région avec des ondes de choc qui touchèrent la Calabre et la côte nord-africaine ainsi que Malte.
Le séisme fournit un terrain idéal aux jeunes architectes siciliens — dont beaucoup avaient été formés à Rome — pour créer un ensemble homogène d'édifices exceptionnels remplis d’innovations stylistiques appelé baroque tardif ou baroque sicilien.
Témoin du génie exubérant de l’art, ce patrimoine composé de lieux de culte, bâtiments publics, palais et ouvrages d'art est le fruit du travail de nombreux architectes, contre- maîtres et tailleurs de pierre parmi lesquels Giovanni Battista Vaccarini, Rosario Gagliardi, Francesco Battaglia (it), Stefano Ittar, Alonzo di Benedetto, Girolamo Palazzotto (it), Vincenzo Sinatra et Paolo Labisi ainsi que des milliers d'artisans anonymes de talent.
Les huit villes de Caltagirone, Catane, Militello in Val di Catania, Modica, Noto, Palazzollo, Raguse, Scicli du val di Noto, entièrement reconstruites après 1693 et considérées comme des réussites en matière d'urbanisme et de construction anti-sismique sont inscrites, en 2002, sur la liste du patrimoine mondial établie par l'UNESCO.
Sont également en cours d'inscription les centres historiques des communes d'Acireale en province de Catane, Ispica en province de Raguse et Mazzarino en province de Caltanissetta.
Les villes de la vallée de Noto représentent l’apogée et l’épanouissement final de l’art baroque en Europe.

## Galerie

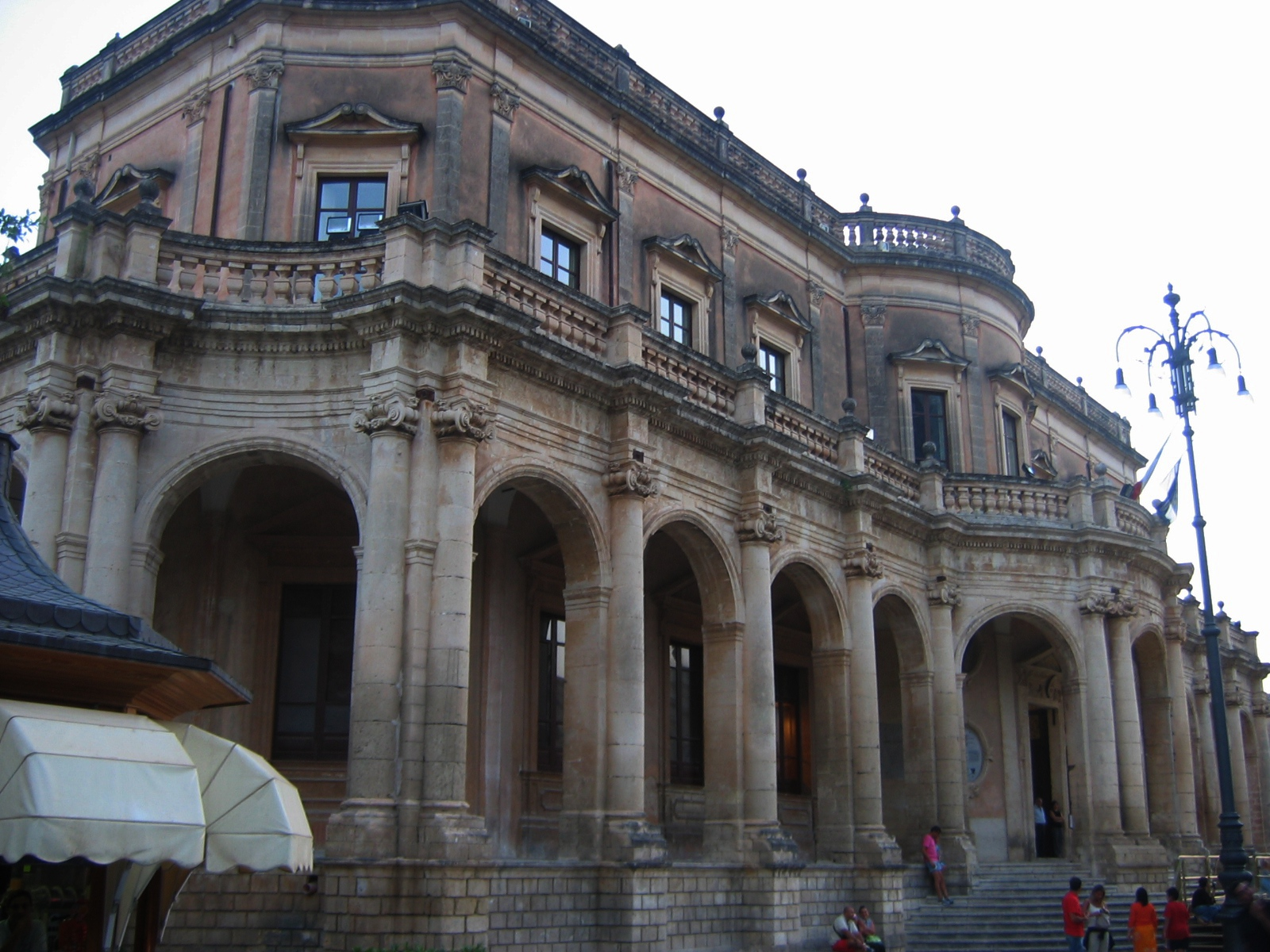
Vista laterale del palazzo Ducezio
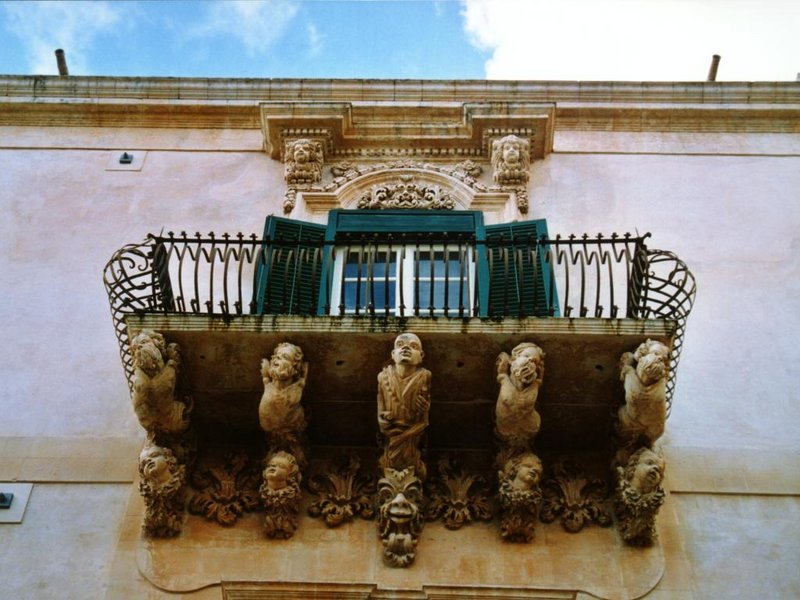
Le palais Villadorada - Noto
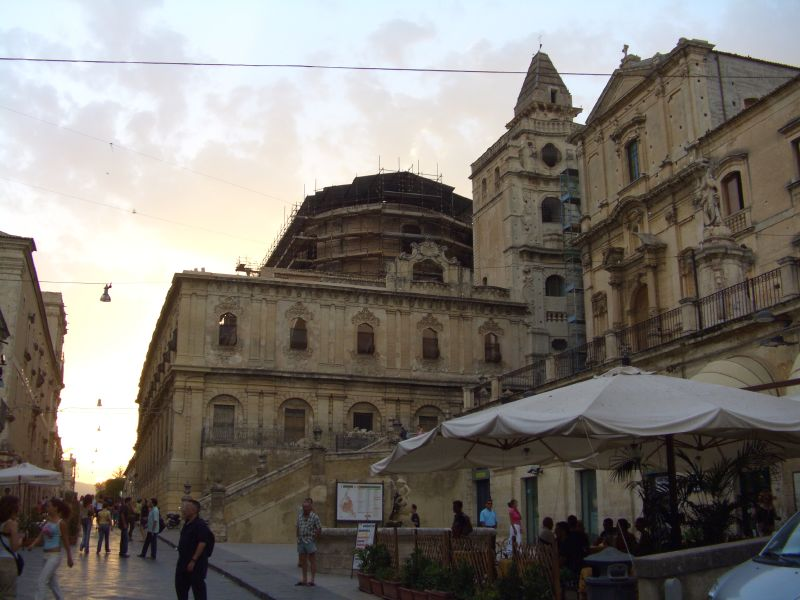
Piazza dell'Immacolata - Noto
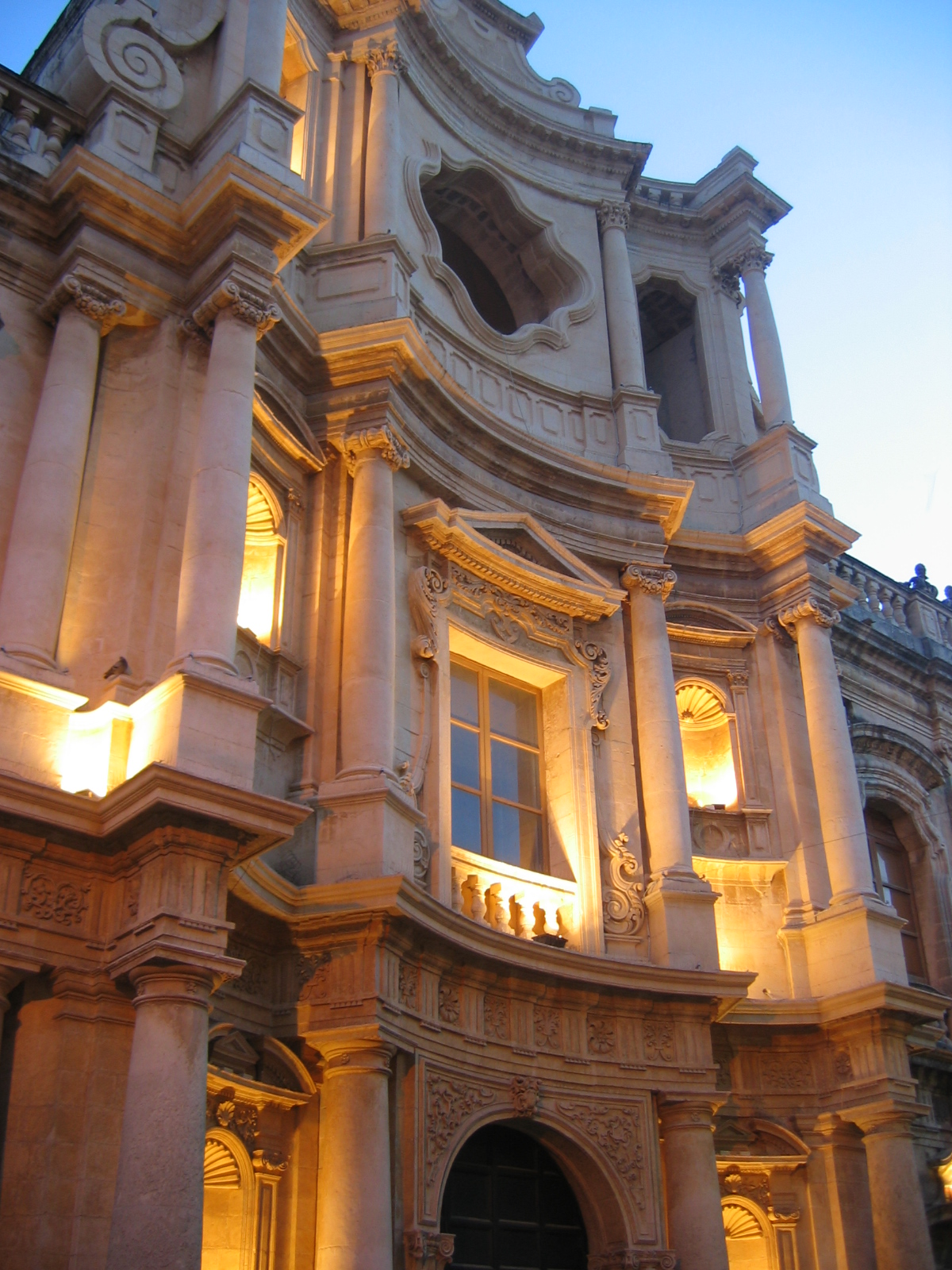
Chiesa di San Carlo Borromeo al Corso - Noto
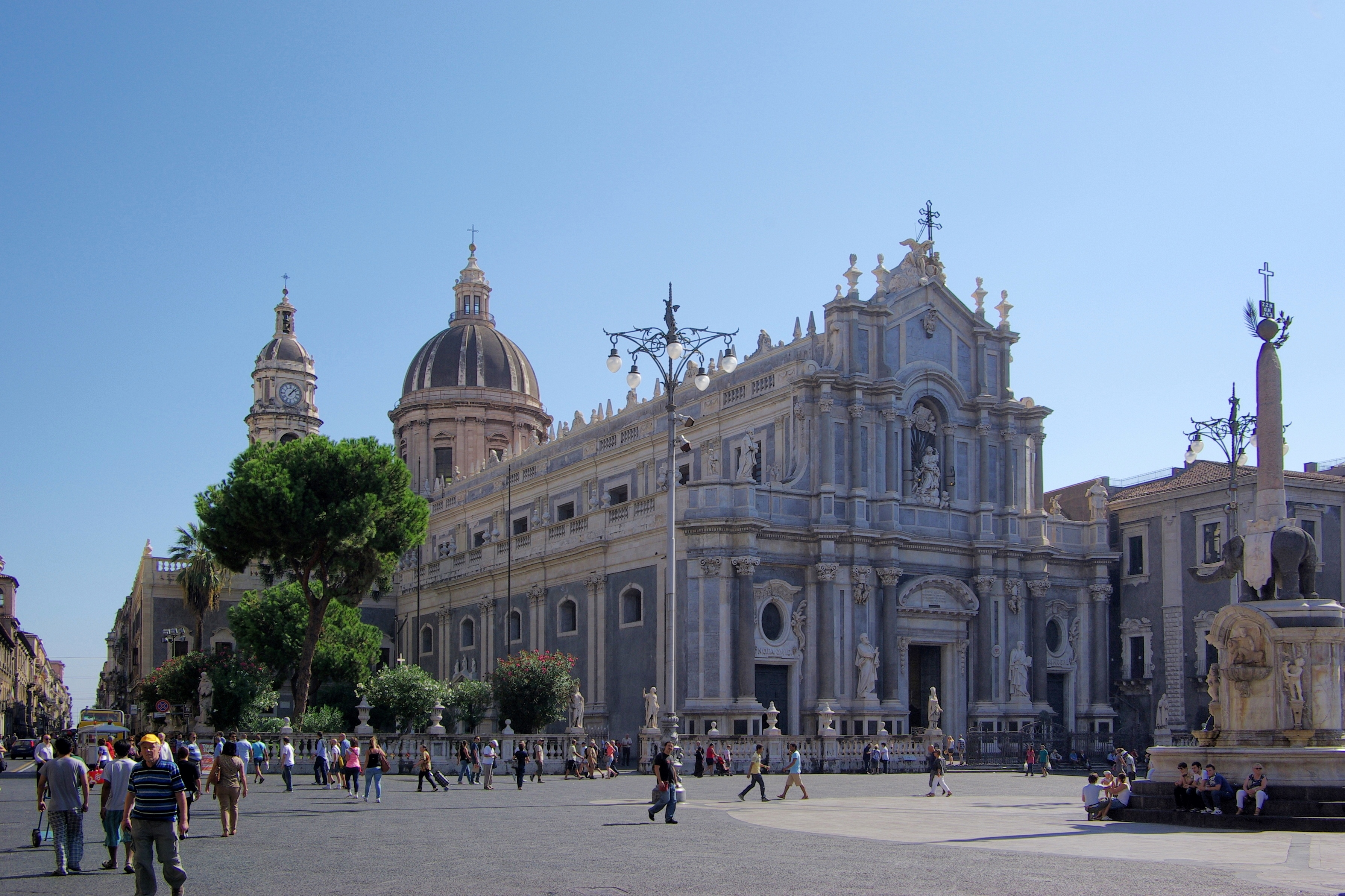
La cathédrale Sant'Agata - Catane
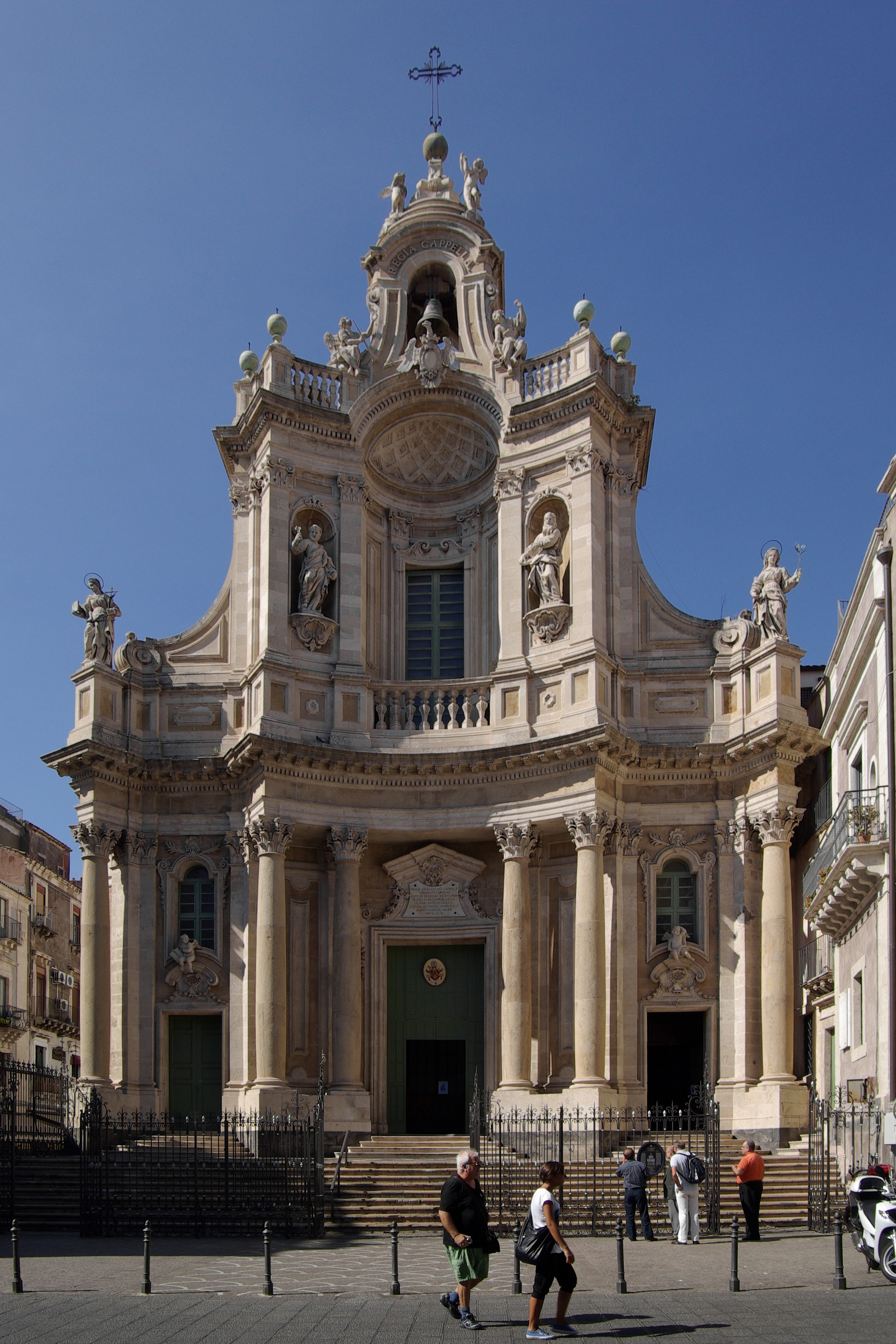
La basilique Collegiata - Catane
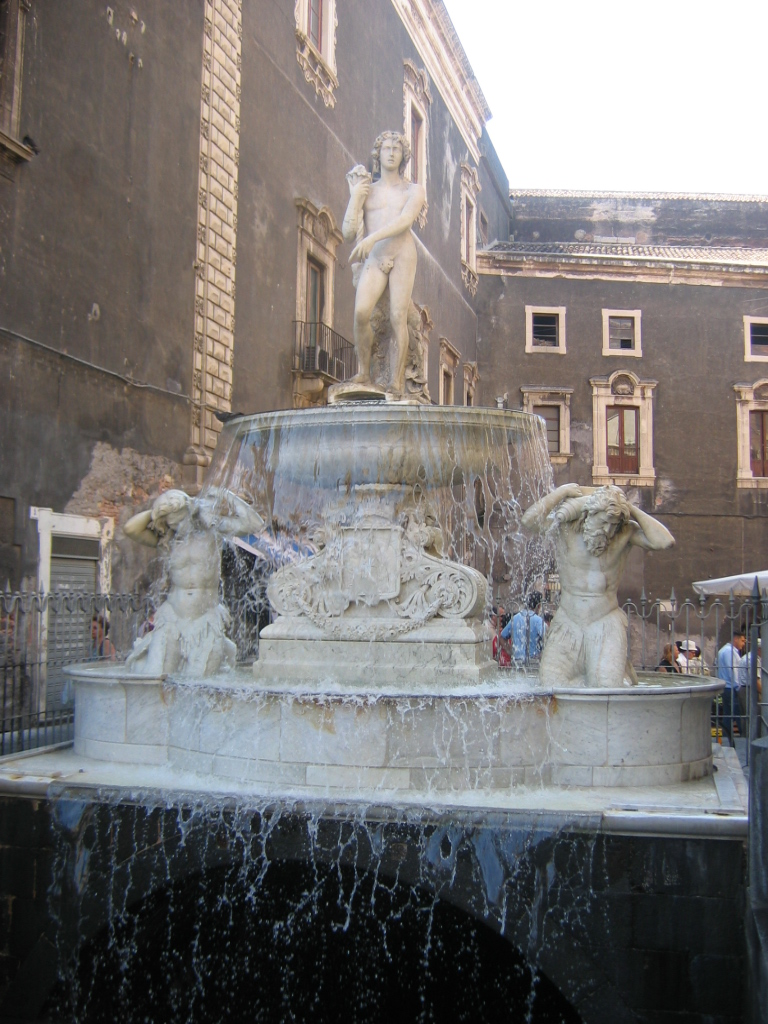
La fontana dell'Amenano - Catane
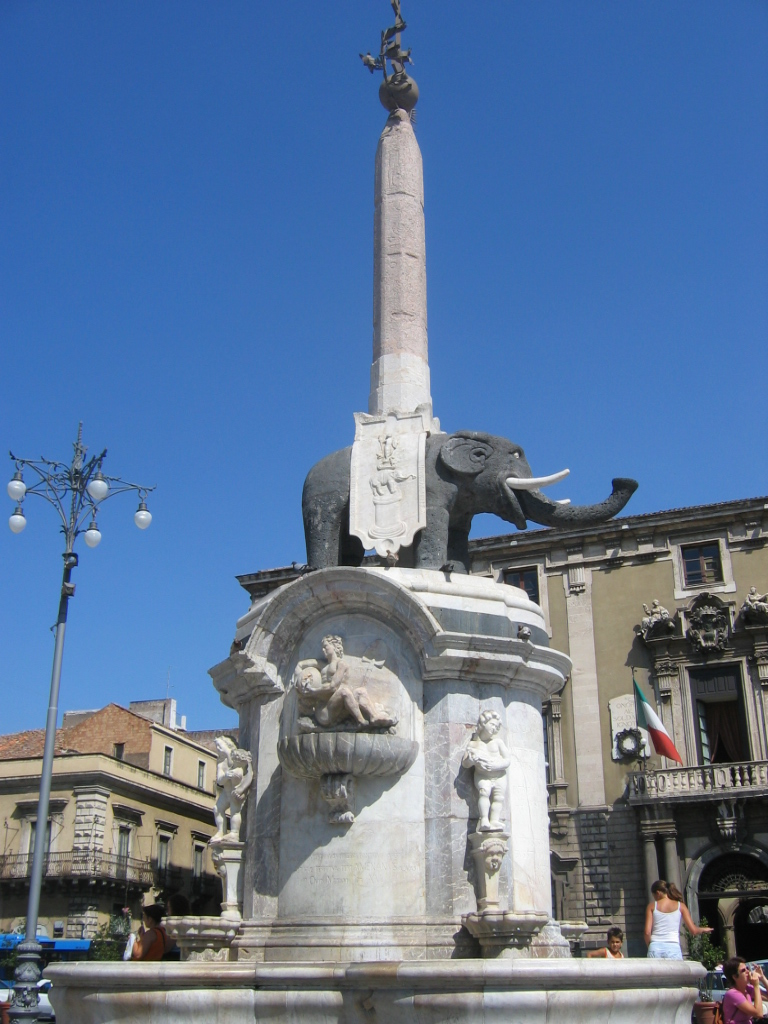
La fontaine de l'éléphant - Catane
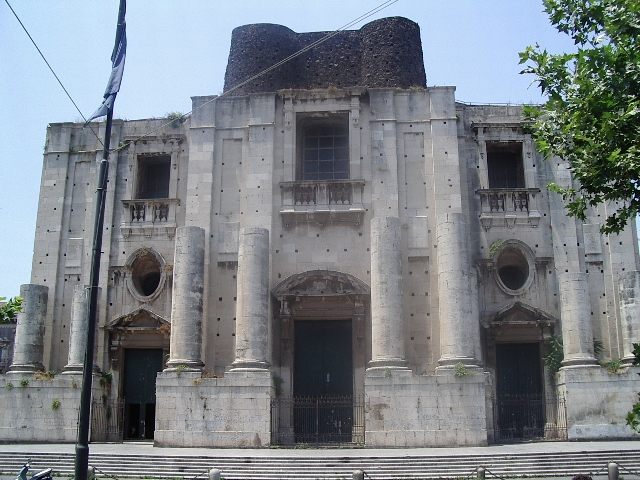
L’église San Nicolò l'Arena - Catane
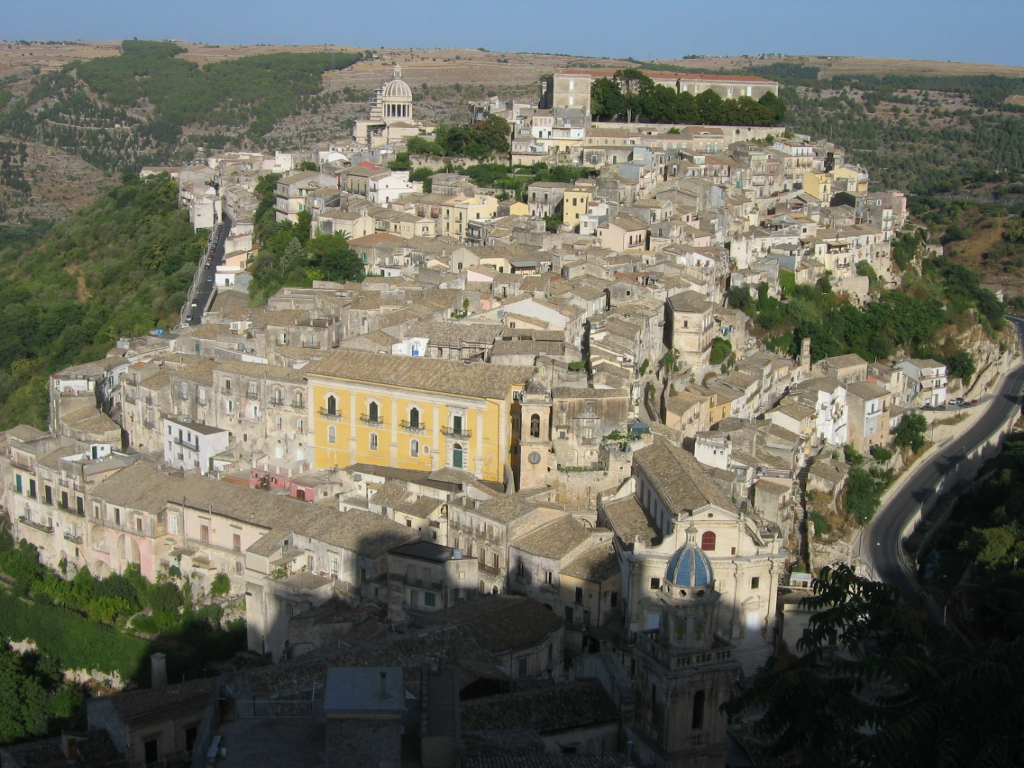
Vue de Raguse Ibla
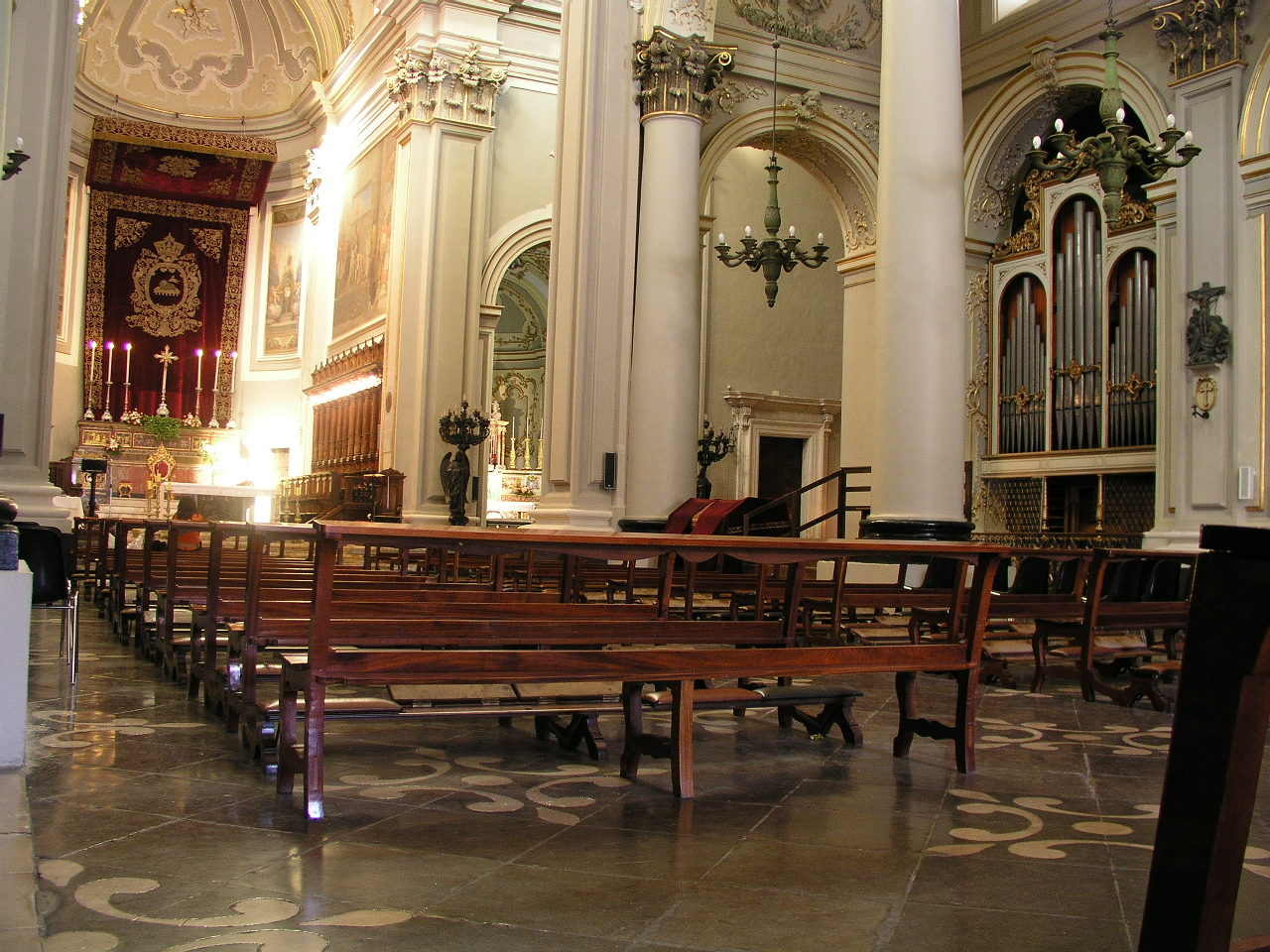
La cathédrale San Giovanni Battista - Raguse
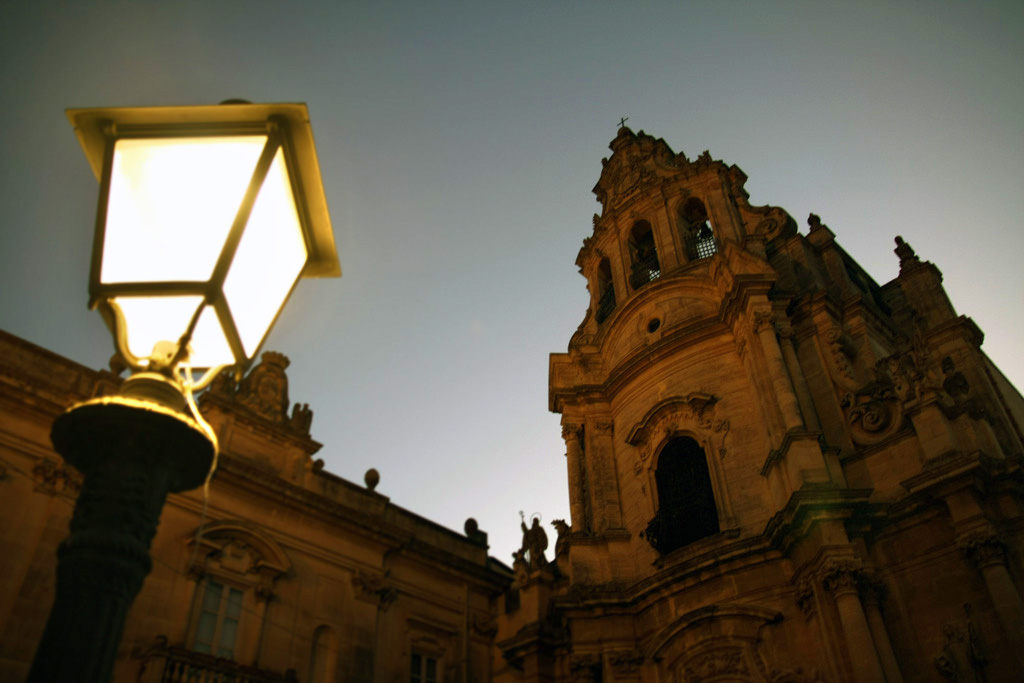
Chiesa di San Giuseppe - Raguse
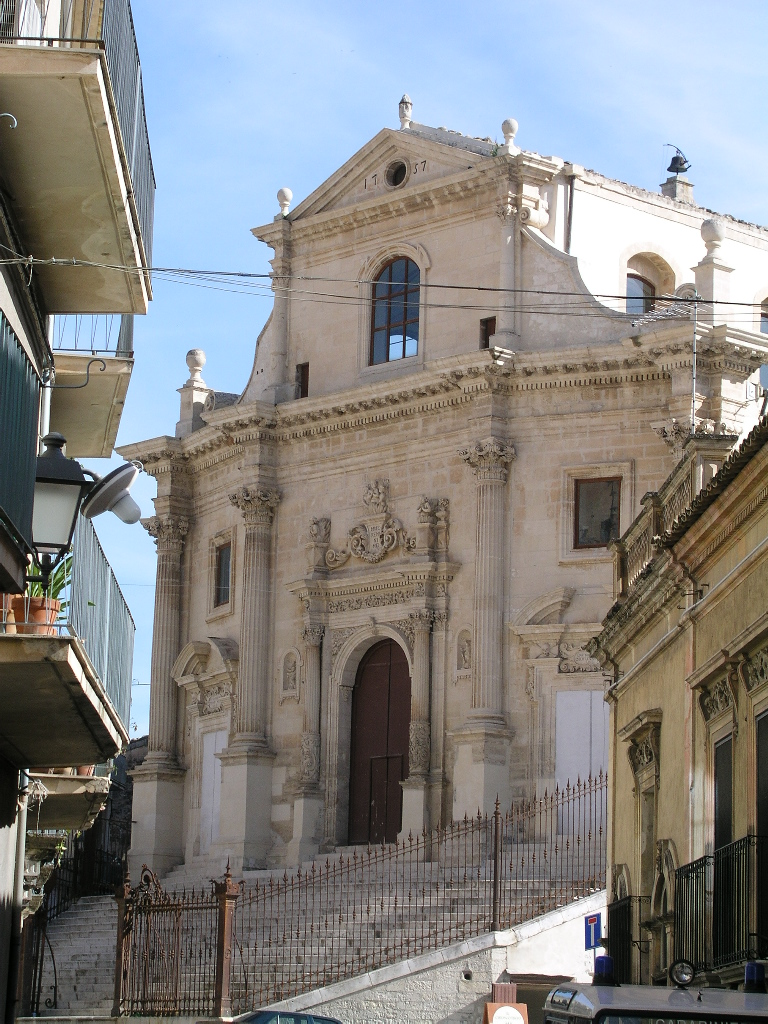
L’église Anime del Purgatorio - Raguse
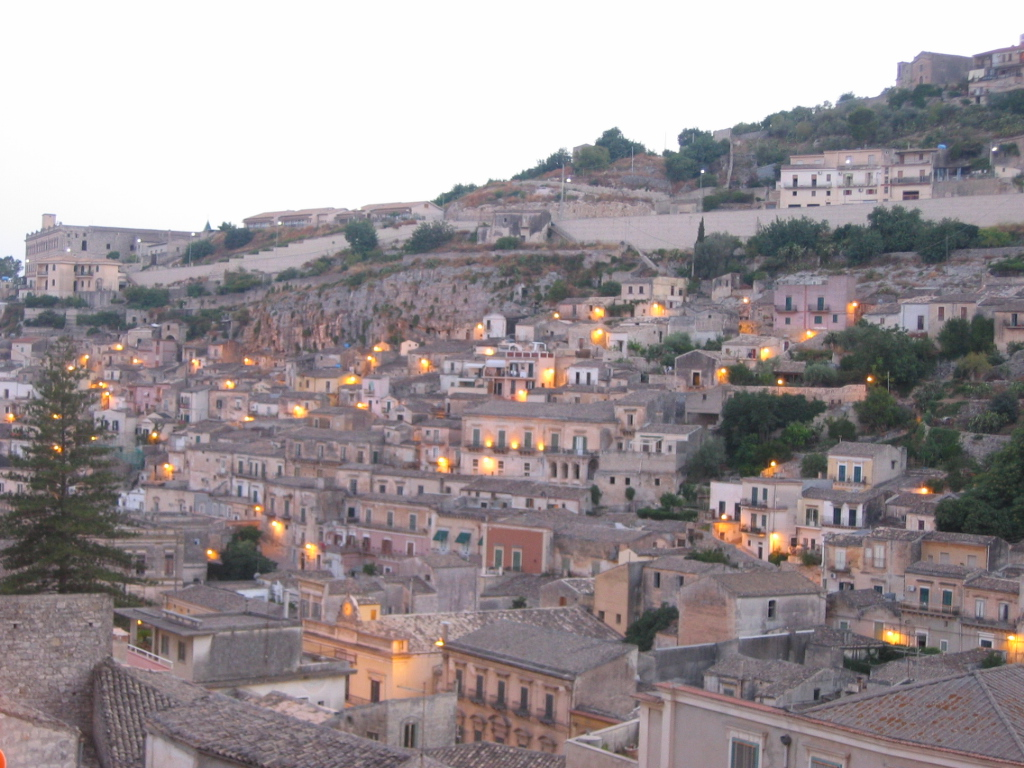
Vue de Modica
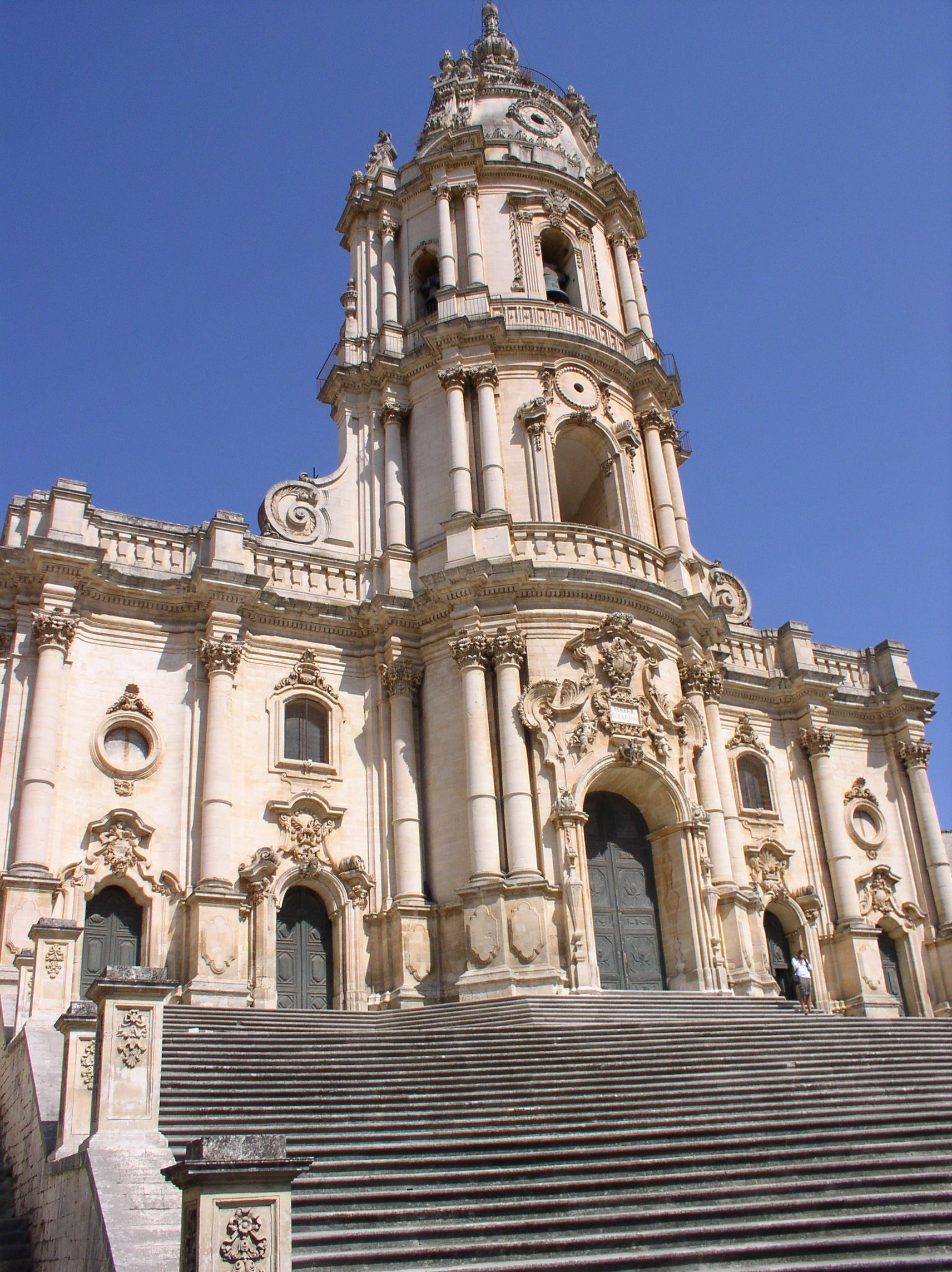
La cathédrale San Giorgio - Modica
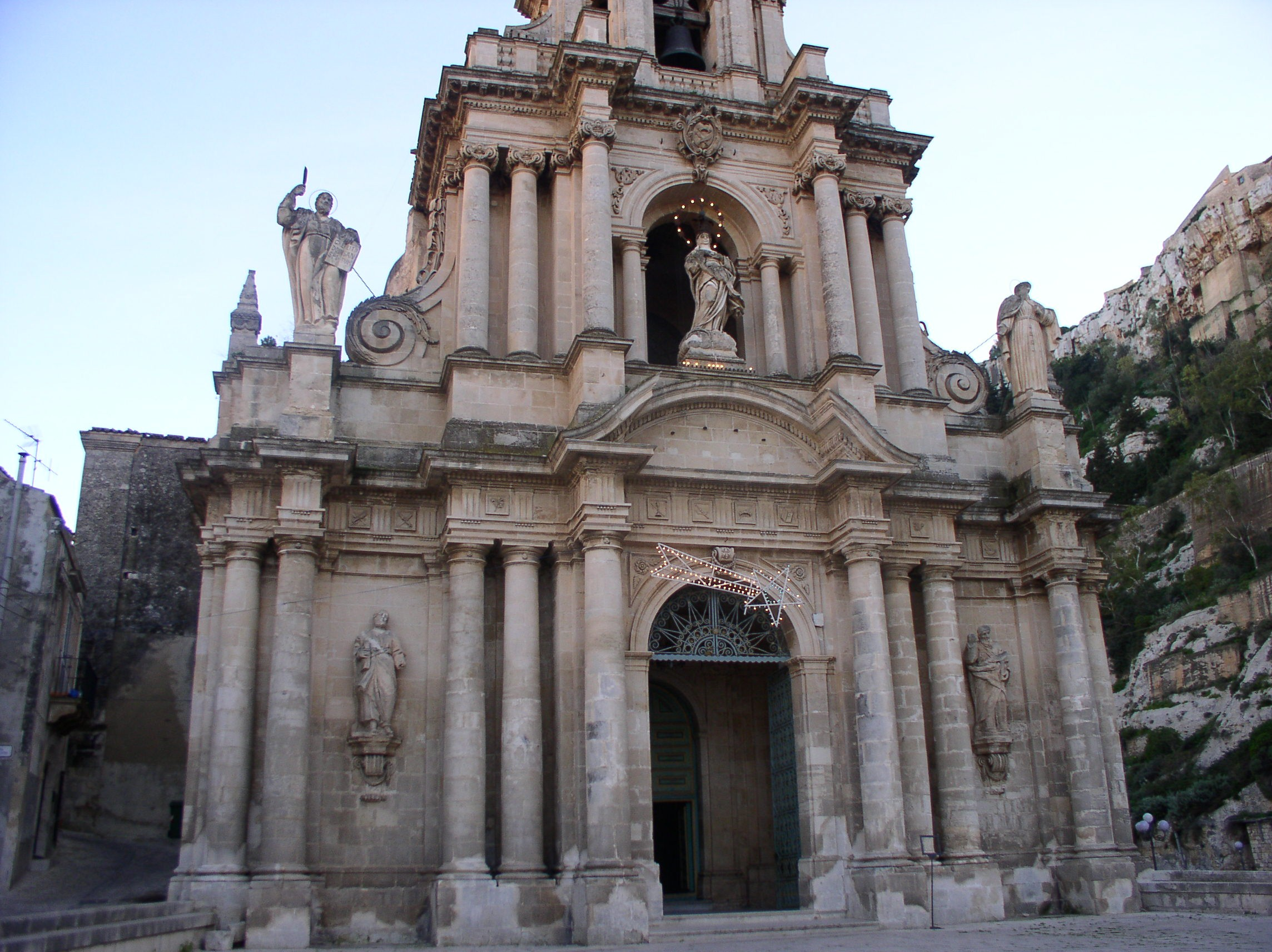
L’église San Bartolomeo - Scicli